# Zofie Hilczer-Kurnatowska
Zofie Hilczer-Kurnatowska (5. červen 1932, Poznaň – 11. srpna 2013, Poznaň) byla polská archeoložka.

## Život
V roce 1953 dokončila studium na Poznaňské univerzitě (Univerzita Adama Mickiewicze), obor filosofie a historie. V roce 1982 získala titul profesora humanitních věd (polsky profesor nauk humanistycznych) .
Jejím hlavním zaměřením byl obor archeologie počátku raného středověku.
Byla členkou komise věd o Pra- a Protohistorického Polska v rámci Polské akademie věd, a členkou II. sekce Historicko-filosofické Akademie vzdělání.
V roce 1993 byla oceněna Rytířským křížem Řádu znovuzrozeného Polska (polsky Krzyż Kawalerski Orderu Odrodzenia Polski).
Zemřela v roce 2013 na karcinom.

## Publikace
- Ostrogi polskie z X-XIII w. (1953)
- Dorzecze górnej i środkowej Obry od VI do początków XI w. (1967)
- Słowiańszczyzna południowa (1973)
- Początki Polski, Poznań (2002)